# 插入 (遺傳學)

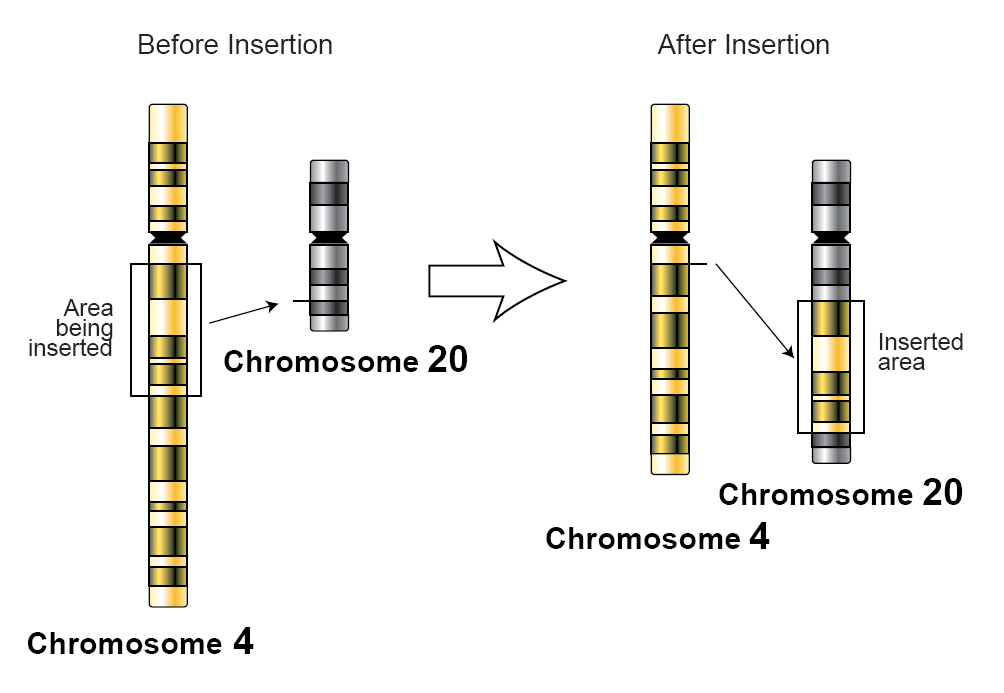
一個染色體被外來的一個染色體片段插入。

插入（英語：Insertion）是指一個或多個核苷酸鹼基對插入DNA序列中，經常發生於微衛星區域。若以染色體層次來說，則是指一段染色體片段插入另一條染色體，常發生在減數分裂時，染色體發生互換的時候。